# IC 4892
IC 4892 је спирална галаксија у сазвјежђу Паун која се налази на листи објеката дубоког неба у Индекс каталогу.
Деклинација објекта је - 70° 13' 40" а ректасцензија 19h 49m 31,6s. Привидна величина (магнитуда) објекта IC 4892 износи 14,6 а фотографска магнитуда 15,4. Налази се на удаљености од 45,843 милиона парсека од Сунца. IC 4892 је још познат и под ознакама ESO 73-11, PGC 63709.